# Popeye 2 (videogioco 1991 Game Boy)
Popeye 2 (ポパイ２?) è un videogioco a piattaforme basato sul famoso personaggio di Braccio di Ferro. Uscito per Game Boy nel 1991, è il sequel di Popeye, messo in commercio l'anno prima sempre per Game Boy. È molto diverso dal predecessore come gameplay, in quanto aggiunge numerosi elementi platform e non è più presente l'elemento di esplorazione di labirinti.